# ラインバック
ラインバック（REINBACH）は、かつて松竹芸能で活動していたお笑いコンビ。2001年結成。2005年8月解散。両者5歳差コンビ。

## メンバー
- 西井 隆詞（にしい りゅうじ）、1975年6月27日生まれ、大阪府泉大津市出身、血液型はAB型、身長175cm
- 中川 巧（なかがわ たくみ）、1980年10月4日生まれ、滋賀県栗東市出身、血液型はO型、身長165cm

## 略歴
2001年結成。2002年に爆笑オンエアバトル大阪大会へ出場し、結成1年目ながら400キロバトル台を叩き出すも、結果は6位となりオンエアには至らなかった。
2005年8月に解散。その後、西井は元スクラッチの田中毅とコンビ「ダブルダッチ」を結成した。

## 出演番組
- ますだおかだ角パァ!
- 爆笑オンエアバトル 戦績0勝1敗 最高401KB
- 上方演芸ホール
- わらいのちから（CATV系）